# Treeton
Treeton – wieś w Anglii, w hrabstwie ceremonialnym South Yorkshire, w dystrykcie metropolitalnym Rotherham. Leży 8 km na wschód od miasta Sheffield i 225 km na północ od Londynu. W 2001 miejscowość liczyła 2514 mieszkańców.